# Montefano
Montefano is een gemeente in de Italiaanse provincie Macerata (regio Marche) en telt 3365 inwoners (31-12-2004). De oppervlakte bedraagt 34,1 km², de bevolkingsdichtheid is 99 inwoners per km².
De volgende frazioni maken deel uit van de gemeente: Montefanovecchio, Osterianuova.

## Demografie
Montefano telt ongeveer 1236 huishoudens. Het aantal inwoners steeg in de periode 1991-2001 met 10,7% volgens cijfers uit de tienjaarlijkse volkstellingen van ISTAT.
| Jaar | Inwoneraantal |
| ---- | ------------- |
| 1991 | 2916          |
| 2001 | 3228          |

## Geografie
De gemeente ligt op ongeveer 242 m boven zeeniveau.
Montefano grenst aan de volgende gemeenten: Appignano, Filottrano (AN), Montecassiano, Osimo (AN), Recanati.